# Liste der National Historic Sites of Canada in Prince Edward Island
Diese Liste beinhaltet alle Bauwerke, Objekte und Stätten in der kanadischen Provinz Prince Edward Island, die den Status einer National Historic Site of Canada (frz. lieu historique national du Canada) besitzen. Das Historic Sites and Monuments Board of Canada, als Behörde im Geschäftsbereich des kanadischen Bundesumweltministeriums, nahm bisher (Stand: Dezember 2022) zwölf Stätten in diese Liste auf. Von diesen Stätten werden zurzeit fünf von Parks Canada verwaltet.

## National Historic Sites
| Historische Stätte                    | Datum           | Kenn- zeichnung | Standort                                                      | Beschreibung | Foto                                  |
| ------------------------------------- | --------------- | --------------- | ------------------------------------------------------------- | --- | ------------------------------------- |
| Alberton Court House                  | 1878 (Bauende)  | 1981            | Alberton 46° 48′ 45″ N, 64° 4′ 7″ W                           | Einfache Halle aus Holz, heute als Ortsmuseum verwendet, das Erinnerungen an die Pionierkirchen hervorruft; stellvertretend für die sechs Bezirksgerichte, die nach 1873 nach einheitlichen Kriterien erbaut wurden. |                                       |
| All Souls Chapel                      | 1888 (Bauende)  | 1990            | Charlottetown 46° 14′ 2″ N, 63° 7′ 58″ W                      | Kleine Kapelle aus rostrotem Sandstein, an die anglikanische St. Peters Cathedral angebaut; bekannt als herausragendes Beispiel neugotischer Architektur in Kanada und für die 18 Wandmalereien von Robert Harris. | All Souls Chapel                      |
| Apothecaries Hall                     | 1900 (Bauende)  | 1969            | Charlottetown 46° 14′ 5″ N, 63° 7′ 41″ W                      | Dreistöckiges Ziegelsteingebäude, in der von 1810 bis 1986 eine Apotheke untergebracht war (somit eine der ältesten ununterbrochen tätigen Apotheken Kanadas). | Apothecaries Hall in Charlottetown    |
| Ardgowan                              | 1850 (Bauende)  | 1966            | Charlottetown 46° 15′ 7″ N, 63° 7′ 35″ W                      | Residenz von William Henry Pope, einem der Väter der Konföderation; während der Charlottetown-Konferenz beherbergten die Popes George Brown und luden die Delegierten zum Mittagessen ein. | William Henry Pope                    |
| Bahnhof Kensington                    | 1904 (Bauende)  | 1976            | Kensington 46° 26′ 16″ N, 63° 38′ 20″ W                       | Bahnhofgebäude aus Feldsteinen mit hohem Giebeldach und überdachten Bahnsteigen, ursprünglich für die Prince Edward Island Railway erbaut; erinnert an die Entwicklung der Eisenbahn in den Seeprovinzen und ist eines der seltenen erhalten gebliebenen Bahnhöfe auf Prince Edward Island.                                           | Kensington Railway Station, 1914      |
| Charlottetown City Hall               | 1888 (Bauende)  | 1984            | Charlottetown 46° 14′ 7″ N, 63° 7′ 47″ W                      | Neuromanisches Rathaus; sein Design symbolisiert das Wachstum und den Wohlstand von Prince Edward Island und dessen Hauptstadt im späten 19. Jahrhundert. | Charlottetown City Hall               |
| Confederation Centre of the Arts      | 1964 (Bauende)  | 2003            | Charlottetown 46° 14′ 4″ N, 63° 7′ 36″ W                      | Mehrzweck-Kulturzentrum im brutalistischen Stil mit Theater, Kunstmuseum und öffentlicher Bibliothek; erbaut in Erinnerung an die Väter der Konföderation, die sich an der Charlottetown-Konferenz trafen; das Gebäude ist stellvertretend für zahlreiche Kulturzentren, die in den 1960er und 1970er Jahren in Kanada erbaut wurden. | Confederation Centre of the Arts      |
| Dalvay-by-the-Sea                     | 1899 (Bauende)  | 1990            | Prince-Edward-Island-Nationalpark 46° 24′ 53″ N, 63° 4′ 24″ W | Sommerresidenz erbaut für Alexander McDonald, dem Präsidenten von Standard Oil of Kentucky; das heute als Hotel genutzte Gebäude ist ein bekanntes Beispiel des Queen-Anne-Stils. | Dalvay-by-the-Sea                     |
| Dundas Terrace                        | 1889 (Bauende)  | 1990            | Charlottetown 46° 13′ 49″ N, 63° 7′ 39″ W                     | Hölzernes dreistöckiges Appartementhaus; ein bekanntes Beispiel des Queen-Anne-Stils im kanadischen Wohnungsbau. | Dundas Terrace in Charlottetown       |
| Fairholm                              | 1839 (Bauende)  | 1992            | Charlottetown 46° 14′ 18″ N, 63° 7′ 38″ W                     | Villa aus Ziegelsteinen, erbaut für Thomas Heath Haviland senior; ein exzellentes und seltenes erhalten gebliebenes Beispiel einer Picturesque-Villa in den Atlantischen Provinzen. | Dundas Terrace in Charlottetown       |
| Farmers’ Bank of Rustico              | 1863 (Bauende)  | 1959            | North Rustico 46° 25′ 24″ N, 63° 17′ 0″ W                     | Steingebäude, das eine der ersten Genossenschaftsbanken des Landes beherbergte und überwiegend der bäuerlichen akadischen Bevölkerung diente; Meilenstein in der Entwicklung von Genossenschaftsbanken in Kanada. | Farmers’ Bank of Rustico              |
| Government House                      | 1834 (Bauende)  | 1971            | Charlottetown 46° 13′ 52″ N, 63° 8′ 10″ W                     | Offizielle Residenz des Vizegouverneurs von Prince Edward Island; großes neoklassizistisches Wohnhaus mit Portikus und schindelgedeckter Fassade. | Government House                      |
| Great George Street Historic District |                 | 1990            | Charlottetown 46° 14′ 2″ N, 63° 7′ 28″ W                      | Breite Straße in Charlottetown, die am Ufer beginnt und am Province House endet; die Aussicht vom Peake’s Quay aus enthält zahlreiche Elemente, welchen die Väter der Konföderation im Jahr 1864 auf ihrem Weg zur Charlottetown-Konferenz begegneten.                                                                                | Great George Street Historic District |
| L.M. Montgomery’s Cavendish           |                 | 2004            | Cavendish 46° 29′ 16″ N, 63° 22′ 55″ W                        | Kulturlandschaft in der Nähe des Dorfes Cavendish, die Lucy Maud Montgomery in ihrem Kinderbuch Anne auf Green Gables weltweit bekannt machte. | Green Gables                          |
| Jean-Pierre Roma at Three Rivers      | 1732–1745       | 1933            | Brudenell 46° 10′ 55″ N, 62° 33′ 37″ W                        | Überreste einer Fischer- und Händlersiedlung der Akadier in der ersten Hälfte des 18. Jahrhunderts; Ruinen nicht identifizierter Gebäude des 19. Jahrhunderts. |                                       |
| Port-la-Joye–Fort Amherst             | 1720 (Gründung) | 1958            | Rocky Point 46° 11′ 41″ N, 63° 8′ 20″ W                       | Hügelige Landschaft am Westufer des kanalartigen Eingangs zum Hafen von Charlottetown, mit Überresten einer französischen Festung aus dem 18. Jahrhundert, die später von den Briten erobert wurde; der Ort war Sitz der Regierung und Einreisehafen für Siedler.                                                                     | Port-la-Joye–Fort Amherst             |
| Province House                        | 1847 (Bauende)  | 1966            | Charlottetown 46° 14′ 6″ N, 63° 7′ 34″ W                      | Großes öffentliches Gebäude im neoklassizistischen Stil und dominierendes Gebäude am Queen Square; Sitz der Legislativversammlung von Prince Edward Island und zweitältestes Parlamentsgebäude Kanadas; Tagungsort der Charlottetown-Konferenz im Jahr 1864.                                                                          | Province House                        |
| Shaw’s Hotel                          | 1860 (Bauende)  | 2004            | Brackley Beach 46° 25′ 26″ N, 63° 11′ 30″ W                   | Hotelkomplex bei Brackley Beach an der Nordküste von Prince Edward Island; das älteste von derselben Familie betriebene Hotel Kanadas; Illustration einer bedeutenden Phase der Entwicklung des Tourismus. |                                       |
| St. Dunstan’s Basilica                | 1907 (Bauende)  | 1990            | Charlottetown 46° 14′ 2″ N, 63° 7′ 30″ W                      | Große römisch-katholische Kathedrale im Range einer basilica minor und Sitz des Bistums Charlottetown; imposantes Bauwerk im neugotischen Stil mit zwei Türmen, schlanken Turmspitzen und Dreifachportal; Vermengung französischer und englischer Einflüsse.                                                                          | St. Dunstan’s Basilica                |
| Strathgartney Homestead               | 1868 (Bauende)  | 1996            | Bonshaw 46° 12′ 3″ N, 63° 21′ 17″ W                           | Verbliebener Teil des 200 Hektar großen Landgutes des Großgrundbesitzers Robert Bruce Stewart, bestehend aus dem Herrenhaus, Remise und sieben Wirtschaftsgebäuden; wichtiges Zeugnis des früheren Grundherrschaftssystems. |                                       |
| Summerside Post Office                | 1887 (Bauende)  | 1983            | Summerside 46° 23′ 36″ N, 63° 47′ 26″ W                       | Ehemaliges Postamt mit gotischen und romanischen Stilelementen; stellvertretend für die kleinen städtischen Postämter, die vom Ministerium für öffentliche Bauten während der Amtszeit von Chefarchitekt Thomas Fuller erbaut wurden.                                                                                                 | Summerside Post Office                |
| Tryon United Church                   | 1881 (Bauende)  | 1990            | Tryon 46° 14′ 29″ N, 63° 30′ 7″ W                             | Methodistische Holzkirche im neugotischen Stil, entworfen vom renommierten Architekten William Critchlow Harris; dieses Gebäude ist mit seinen einfachen Formen typisch für Kirchen im ländlichen Raum. |                                       |